# 반복 (키르케고르)
《반복》(反復, 덴마크어: Gjentagelsen)은 19세기 덴마크 철학자 쇠렌 키르케고르가 쓴 책이며, "콘스탄틴 콘스탄티우스"라는 익명으로 1843년 10월 16일에 출간되었다.
콘스탄틴 콘스탄티우스는 잊혀지지 않는 여행을 되풀이하려고 다시 베를린으로 향했지만, 그는 그가 처음 베를린에 갔던 그 때의 느낌을 되살릴 수 없었다. 왜냐하면 인생의 대부분은 임의적이고 우연한 사건에 의존하고 있으며, 과거의 사건은 재창조될 수 없기 때문이다. 기억이란 우리가 어떤 사건에 대해 연상한 감정의 결과일 뿐, 사실이 아니다. 반복은 과거의 느낌을 다시 되살리려는 시도이다.
이 책에 등장하는 주요 인물은, 그의 전 약혼녀와의 약혼을 깨뜨려야 할지 아니면 유지해야 할지를 두고 윤리적인 딜레마에 빠져 절망감에 허우적대는 "젊은 남자"이다. 만약 그녀의 약혼녀와의 약혼을 유지한다면, 그것은 그에게 한 사람에 대한 지속적인 헌신을 요구하며, 기꺼이 그녀와 함께 하겠다는 마음 역시 계속 지닐 것을 요구한다. 진실로 그녀와 함께 했던 행복한 기억을 반복하는 것은 불가능하기에, 과거의 사건을 되살리려는 반복은 매번 실패한다. 이러한 반복을 실제로 되풀이하는 것 대신에, 젊은 남자는 상상 속에서 이상(理想)적인 모습으로 그녀를 떠올리기 위해 그가 사랑하는 사람과 이별하기로 결심한다. 키르케고르에게 기억은 미학적인 범주이다. 키르케고르는 그가 그의 전 약혼녀인 레기네 올센과 파혼한 경험을 이 책에 반영한 것으로 보인다.
키르케고르가 말하는 그와 레기네 올센의 관계에는, 신곡에 등장하는 베아트리체를 향한 단테의 사랑을 연상시키는 면이 있다. 단테는 피렌체에서 가장 아름다운 여성인 베아트리체와 사랑에 빠졌으나, 그녀는 세상을 떠났다. 하지만 단테는 자신의 글에 그녀를 등장시켰고, 그녀를 자신이 생각한 기독교인의 사후생활을 구체적으로 보여주며 사후세계에서 안내자의 역할을 맡은 존재로 묘사했다. (되풀이되며/내재하는)사랑을 지녔다가 그것을 상실하는 경험을 통해, 단테는 신적인 사랑의 초월적인 요소에 대해 배웠다.